# Paul Gadenne
Paul Gadenne (Armentières, 4 aprile 1907 – Cambo-les-Bains, 1º maggio 1956) è stato uno scrittore e poeta francese.

## Biografia
Durante la prima guerra mondiale seguì la famiglia rifugiata a Boulogne-sur-Mer per poi approdare a Parigi, dove studiò al Lycée Louis-le-Grand, avendo come compagni di classe Thierry Maulnier, Robert Brasillach e Maurice Bardèche, quindi si laureò in Lettere all'Università di Parigi con una tesi su Marcel Proust e dal 1932 divenne professore a Elbeuf.
L'anno successivo contrasse la tubercolosi e dovette interrompere l'insegnamento, vivendo il resto della sua vita nei sanatori, in particolare a Praz-Coutant, vicino a Passy (Alvernia-Rodano-Alpi). Dopo una lunga agonia, vissuta tra Bayonne e Cambo-les-Bains, morì a soli 49 anni.

## L'opera letteraria
Il suo primo romanzo, Siloé, in parte autobiografico, esce nel 1941 e racconta della propria malattia. Nei successivi La Rue profonde (1948) e L'Avenue (1949), lo scrittore riflette sulla condizione di poeta e sul mistero della creazione artistica. Un altro tema che affronta ha a che fare con il senso di colpa e il collaborazionismo con i nazisti, come in La Plage de Scheveningen (1952), la sua opera più nota. Un altro romanzo, pubblicato con successo postumo, è Les Hauts-Quartiers (1973).
Gadenne ha anche scritto racconti, raccolti in Scènes dans le château (1986) e poesie, raccolte in Poèmes posthumes (1983). Inoltre le sue riflessioni sulla letteratura sono raccolte in À propos du roman (1983).
Ha inoltre scritto per il teatro una propria versione di Michel Kohlaas, tratto da Kleist. In Italia, sono usciti i racconti di La balena (1986, contiene anche La coccinella o le false tenerezze) e le riflessioni di Scritti sul romanzo (2013), accolte da una recensione entusiasta di Antonio Tabucchi.

## Opere
- Siloé, Paris: Gallimard, 1941; Julliard, 1947; Seuil 1974
- La Rue profonde, Paris: Gallimard, 1948; Le Tout sur le Tout, 1982 (con prefazione di Bernard Dort); Le Dilettante, 1995 (con Poème a trois personnages e prefazione di Didier Sarrou)
- Le Vent noir, Paris: Gallimard, 1948; Seuil, 1083; Le Dilettante, 1995
- L'Avenue, Paris: Juillard, 1949; Gallimard, 1984
- La Plage de Scheveningen, Paris: Gallimard, 1952, 1986
- L'Invitation chez les Stirl, Paris: Gallimard, 1955, 1982, 1995 (con prefazione di Didier Sarrou)
- Les Hauts-Quartiers, Paris: Seuil, 1973, 1991, 2013 (con prefazione di Pierre Mertens)
- Baleine, Arles: Actes Sud, 1982, 2005; trad. di Laura Guarino, La balena, Milano: Feltrinelli (collana "Impronte"), 1986 ISBN 8807050382
- L'Inadvertance. Nouvelles, Paris: Le Tout sur le Tout, 1982
- Poèmes , Arles: Actes Sud, 1983
- À propos du roman, a cura di Hubert Nyssen, Arles: Actes Sud, 1983; trad. a cura di Daniela Fabiani, Scritti sul romanzo, con uno scritto di Antonio Tabucchi, Chieti: Solfanelli, 2013 ISBN 9788874978380
- Michel Kohlhaas, Tusson: Le Lérot Rêveur, 1984
- La Coccinelle ou les Fausses tendresses, Paris: Le Dilettante, 1985
- Scènes dans le château. Intégrale des nouvelles, Arles: Actes Sud, 1986
- Bal à Espelette. Lettres trouvées, Arles: Actes Sud, 1986
- Le Guide du voyageur, Aigre: Séquences, 1986
- Le jour que voici. Récit, a cura di Didier Sarrou, Aigre: Séquences, 1987
- Paul Gadenne en marge de la Plage de Scheveningen (inédits), a cura di Max Alhau, Marseille: Revue "Sud" n. 76, 1988
- La Conference, Aigre: Séquences, 1989
- Trois préfaces à Balzac, Cognac: Le temps qu'il fait, 1992
- Le Rescapé. Carnets, novembre 1949-mars 1951, a cura di Yvonne Gadenne, prefazione di Didier Sarrout, Aigre: Séquences, 1993
- La Rupture. Carnets, 1937-1940, a cura di Delphine Dupic, prefazione di Didier Sarrou, Aigre: Séquences, 1999
- Une grandeur impossible, Le Bouscat: Finitude, 2004 (con prefazione di Didier Sarrou: L'homme nu)
- G. R. le livre de la haine, Rennes: La Part commune, 2005